# Sergio Scariolo
Sergio Scariolo (ur. 1 kwietnia 1961 w Brescii) – włoski trener koszykarski, obecnie jest trenerem reprezentacji Hiszpanii w koszykówce mężczyzn oraz Virtusu Bolonia.

## Kariera sportowa
Od 2008 do 2010 trenował rosyjski zespół Chimki Moskwa. 
20 lipca 2018 został asystentem trenera w Toronto Raptors
18 czerwca 2021 objął stanowisko głównego trenera Virtusu Bolonia.

## Osiągnięcia
Drużynowe
- Mistrzostwo:
  -  NBA (2019 – jako asystent)
  - Hiszpanii (2000, 2006)[3]
  - Włoch (1990)[3]
- Wicemistrzostwo:
  - Eurocupu (2009)[4]
  - Pucharu Koracia (1990)[4]
  - Włoch (1996, 1997, 2012)[4]
  - Hiszpanii (1998, 2001)[4]
  - Rosji (2009, 2010)[4]
  - II ligi włoskiej (1993)[4]
- 2-krotny zdobywca Pucharu Hiszpanii (1999, 2005)[3]
- Finalista Superpucharu Hiszpanii (2006/07)[4]

Reprezentacje
- Mistrz świata (2019)
- Mistrz Europy (2009, 2011, 2015)[3]
- Wicemistrz olimpijski (2012)[3]
- Brązowy medalista mistrzostw Europy (2017)
- Uczestnik mistrzostw:
  - świata (2010 – 6. miejsce, 2023 – 8. miejsce[5])
  - Europy (2009, 2011, 2015, 2017)

Indywidualne
- Trener Roku ligi:
  - włoskiej (1994)[3]
  - hiszpańskiej (2000 przez Gigantes del Basket oraz AEEB – Spanish Basketball Coches Association)[3]
- Trener jednej z drużyn podczas ACB All-Star Game (2001)[4]